# Dolina Radwi, Chocieli i Chotli
Dolina Radwi, Chocieli i Chotli este o arie protejată (sit de importanță comunitară — SCI) din Polonia întinsă pe o suprafață de 21.861,73 ha, integral pe uscat.

## Localizare
Centrul sitului Dolina Radwi, Chocieli i Chotli este situat la coordonatele 54°02′03″N 16°39′14″E / 54.0343°N 16.6538°E.

## Înființare
Situl Dolina Radwi, Chocieli i Chotli a fost declarat sit de importanță comunitară în august 2007 pentru a proteja 2 specii de plante și 12 specii de animale.

## Biodiversitate
Situată în ecoregiunea continentală, aria protejată conține 24 de habitate naturale: Ape oligotrofe din câmpii nisipoase, cu un conținut foarte redus de minerale (Littorelletalia uniflorae), Lacuri eutrofice naturale cu vegetație de tip Magnopotamion sau Hydrocharition, Lacuri și iazuri distrofice naturale, Cursuri de apă de la nivel de câmpie la nivel montan, cu vegetație Ranunculion fluitantis și Callitricho-Batrachion, Râuri cu maluri nămoloase cu vegetație de Chenopodion rubri p.p. și Bidention p.p., Pajiști umede nord-atlantice cu Erica tetralix, Pajiști uscate europene, Pajiști cu Molinia pe soluri calcaroase, turboase sau argilos-nămoloase (Molinion caeruleae), Liziere de ierburi înalte hidrofile de câmpie și de nivel montan până la alpin, Fânețe de joasă altitudine (Alopecurus pratensis, Sanguisorba officinalis), Turbării active, Mlaștini oligotrofe degradate, capabile încă de regenerare naturală, Mlaștini turboase de tranziție și turbării mișcătoare, Depresiuni pe substraturi de turbă de Rhynchosporion, Izvoare petrifiante cu formare de travertin (Cratoneurion), Mlaștini alcaline, Păduri de fag Luzulo-Fagetum, Păduri de fag Asperulo-Fagetum, Păduri de fag din Europa Centrală dezvoltate pe sol calcaros cu Cephalanthero-Fagion, Păduri de stejar sau de stejar și carpen sub-atlantice și medio-europene de Carpinion betuli, Păduri de stejar și carpen Galio-Carpinetum, Păduri acidofile de stejar bătrân cu Quercus robur pe câmpii nisipoase, Mlaștini împădurite, Păduri aluvionare cu Alnus glutinosa și Fraxinus excelsior (Alno-Padion, Alnion incanae, Salicion albae).
La baza desemnării sitului se află mai multe specii protejate:
- plante (2): papucul doamnei (Cypripedium calceolus), ochii-șoricelului (Saxifraga hirculus)
- amfibieni (2): buhai de baltă cu burta roșie (Bombina bombina), triton cu creastă (Triturus cristatus)
- mamifere (2): vidră de râu (Lutra lutra), liliac comun (Myotis myotis)
- nevertebrate (3): fluturele purpuriu (Lycaena dispar), Osmoderma eremita, Unio crassus
- pești (5): zglăvoacă (Cottus gobio), Lampetra fluviatilis, cicar (Lampetra planeri), țipar (Misgurnus fossilis), somonul (Salmo salar)